# أونيل تايلور
أونيل تايلور (بالإنجليزية: O'Neil Taylor)‏ (22 ديسمبر 1980 في المملكة المتحدة - ) هو لاعب كرة قدم بريطاني في مركز الوسط. شارك مع منتخب جزر كايمان لكرة القدم. أما مع النوادي، فقد لعب مع Scholars International SC ‏.

## وصلات خارجية
- أونيل تايلور على موقع الاتحاد الدولي (مؤرشف)  (الإنجليزية)
- أونيل تايلور على موقع قاعدة بيانات كرة القدم.إي يو (الإنجليزية)
- أونيل تايلور على موقع Soccerway.com (الإنجليزية)